# Götschetal
Götschetal este o comună din landul Saxonia-Anhalt, Germania.